# Tasgetium

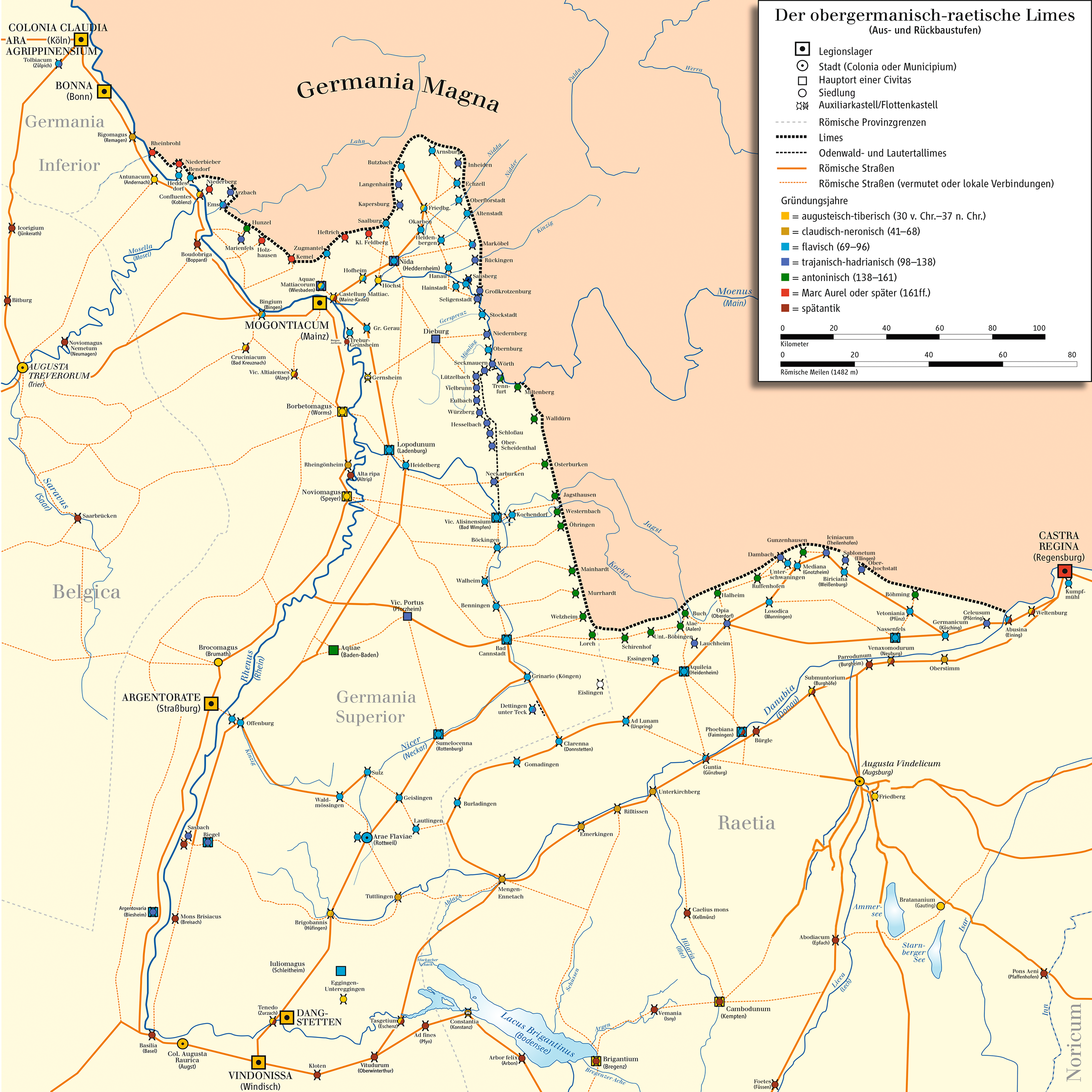
Lage des Kastells am DIRL (Rheinlinie)

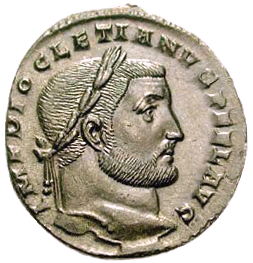
Römischer Follis mit dem Porträt des Diokletian, geprägt in Treveri (Trier) um 300 n. Chr. (Classic Numismatic Group, Inc., CNG)

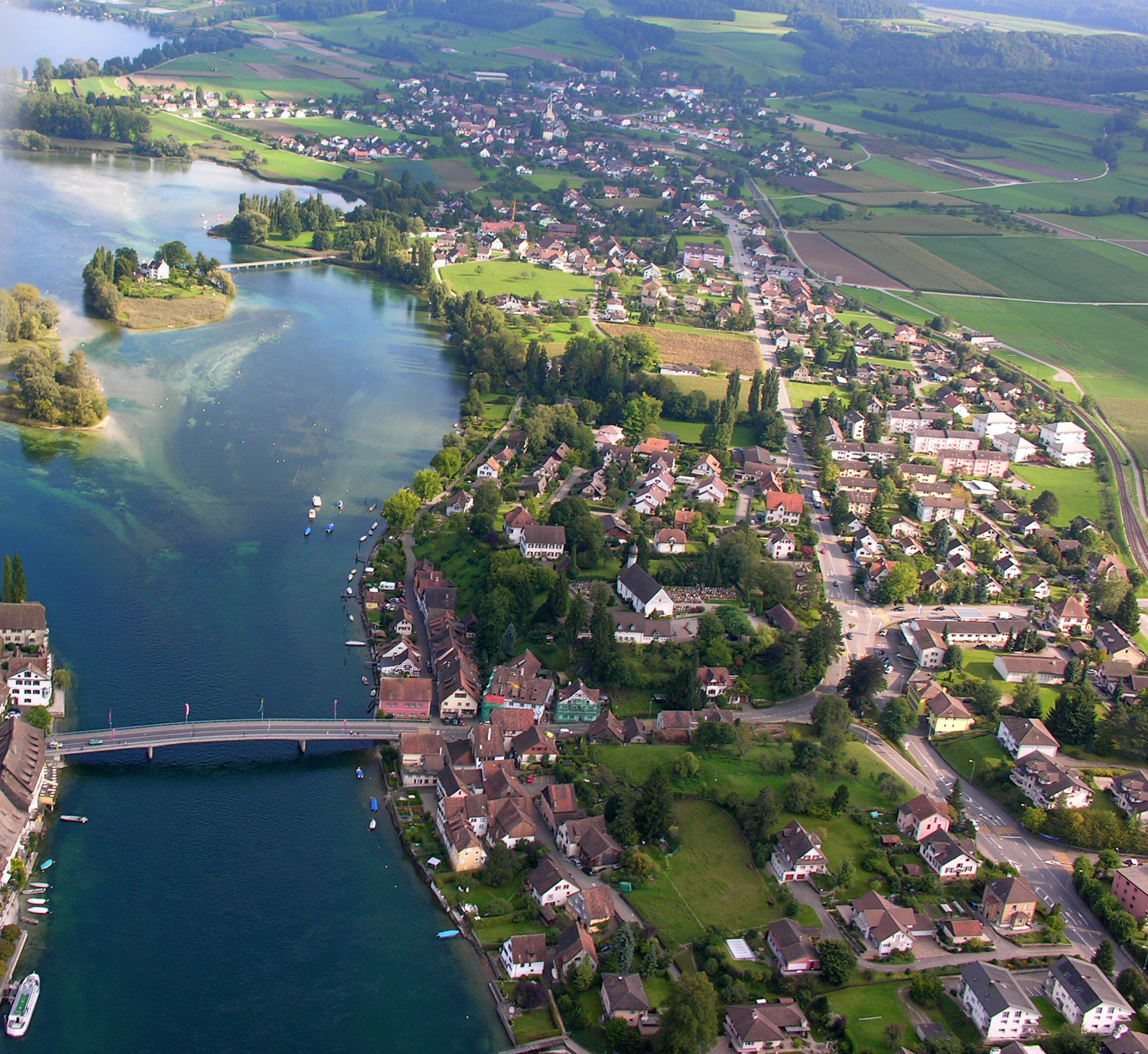
Blick aus West auf das linke Rheinufer. Rechts von der Brücke die Johanneskirche oder “Kirche Uf Burg” (Kastellareal), im Hintergrund das heutige Eschenz (Areal des Vicus)

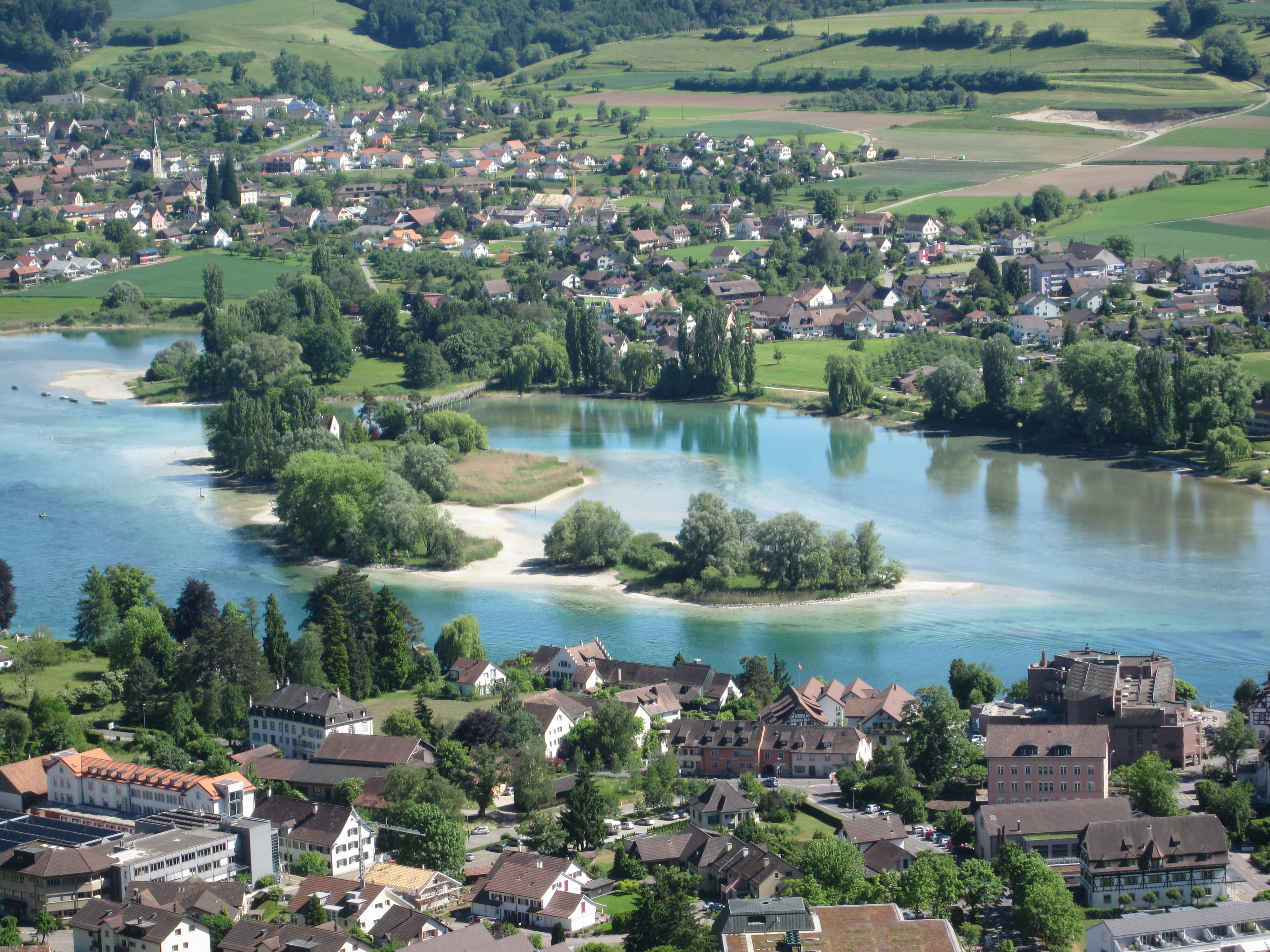
Werdinseln vom Nordwesten aus gesehen

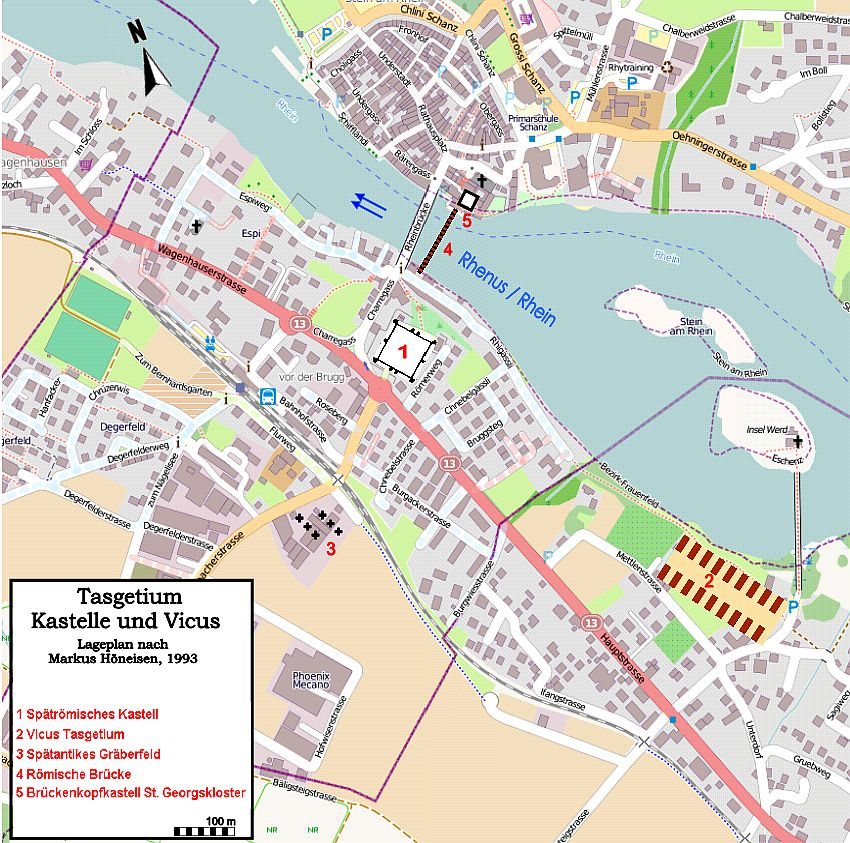
Lageskizze Kastelle, Vicus, Gräberfeld

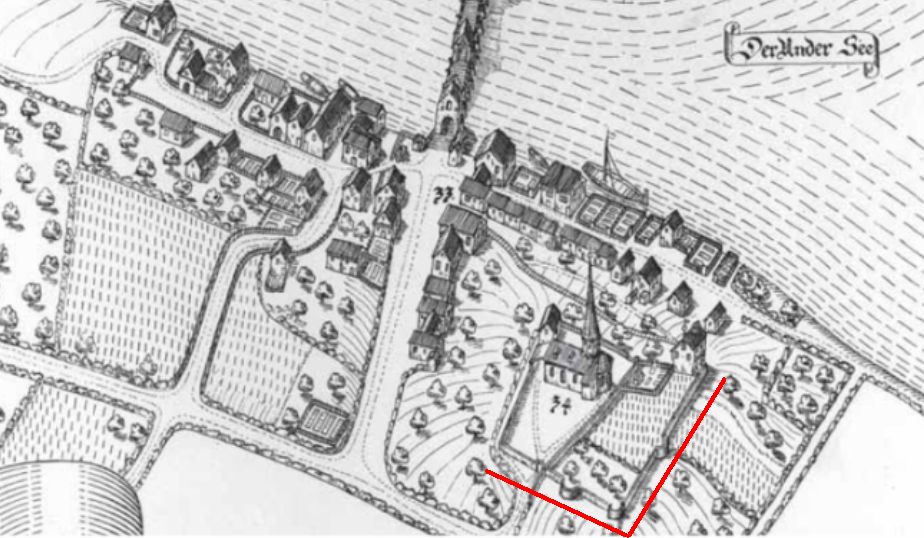
Darstellung des Stadtteils Vorderbrugg auf einem Stich von Johann Jakob Mentzinger, 1662. Bei der Johanneskirche sind die Reste des römischen Kastells zu erkennen (rote Markierung)

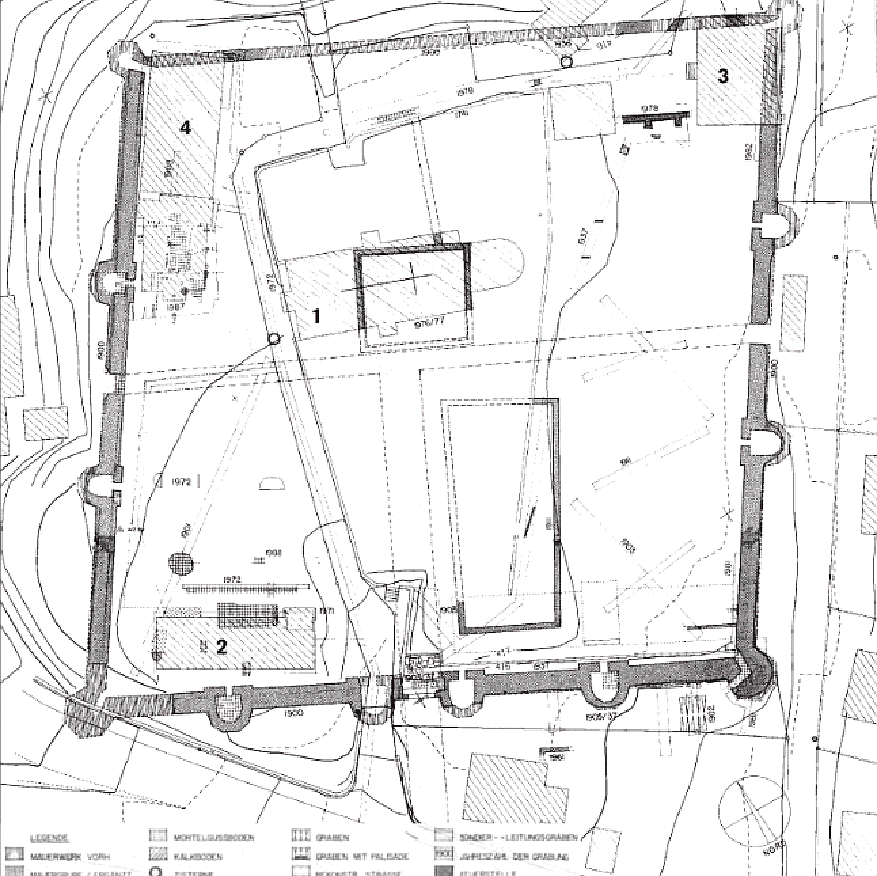
Befundplan des Kastells

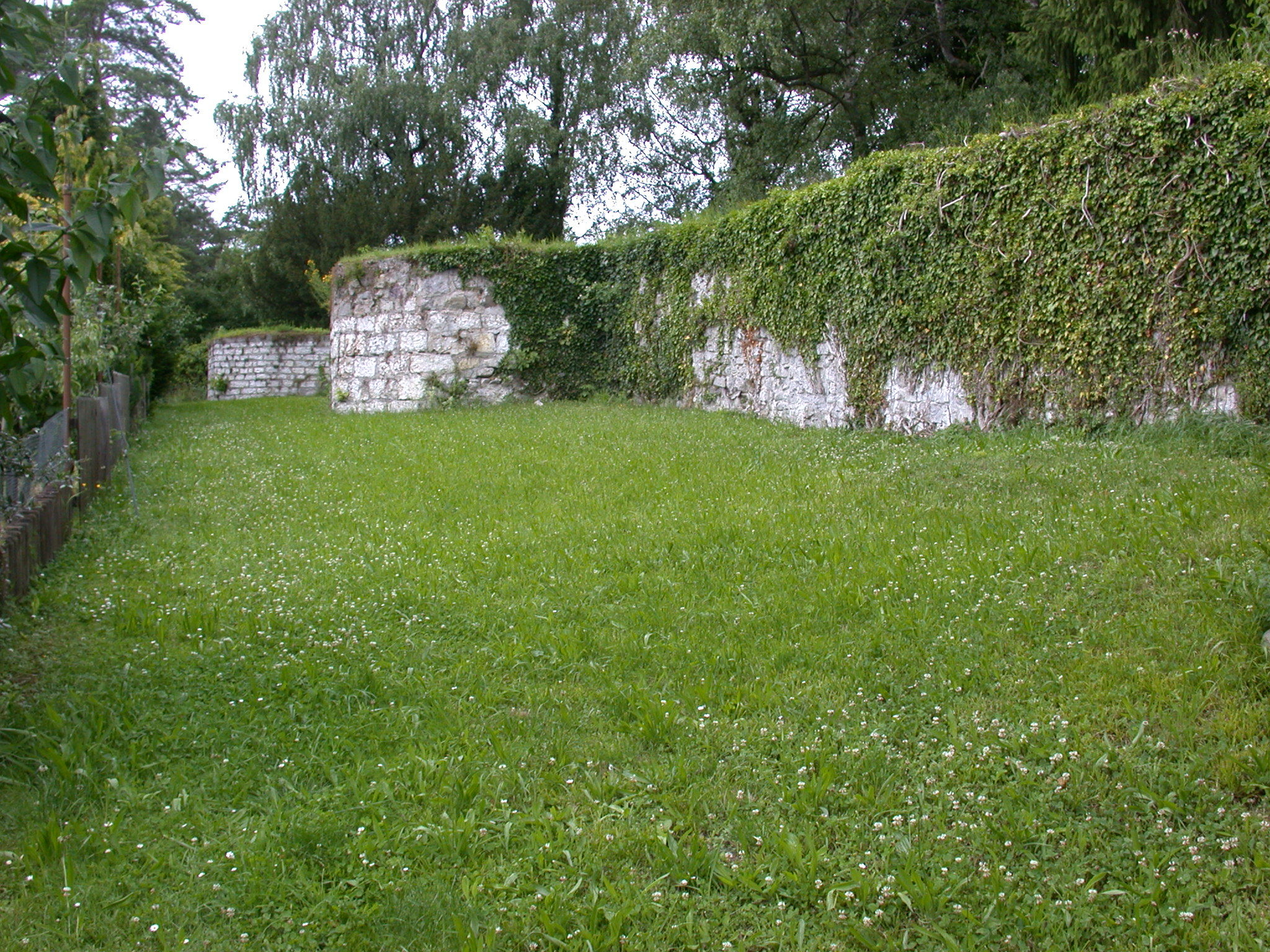
Reste der Südmauer

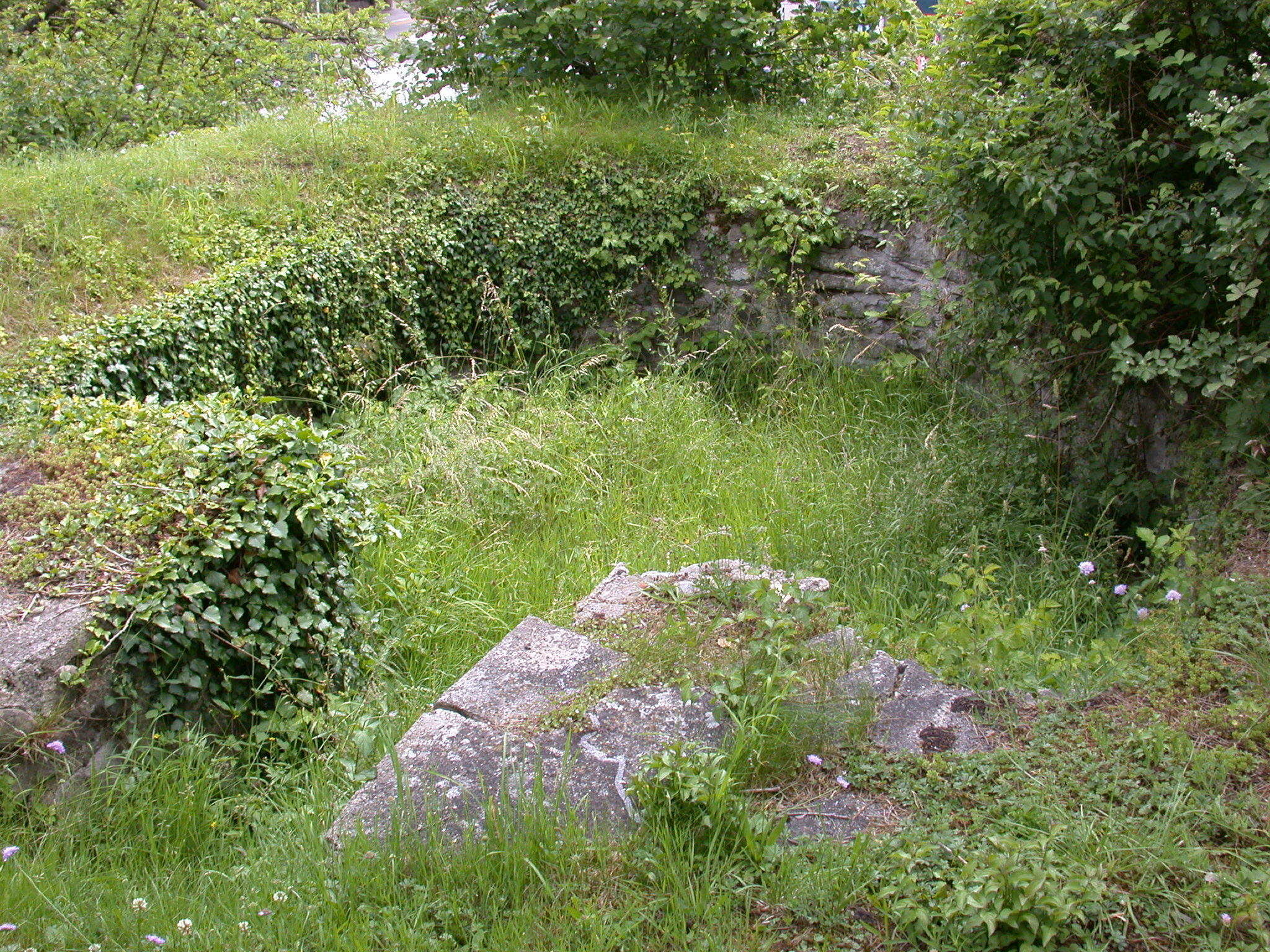
Reste der Toranlage

Befundskizze der Vicustherme von 1875

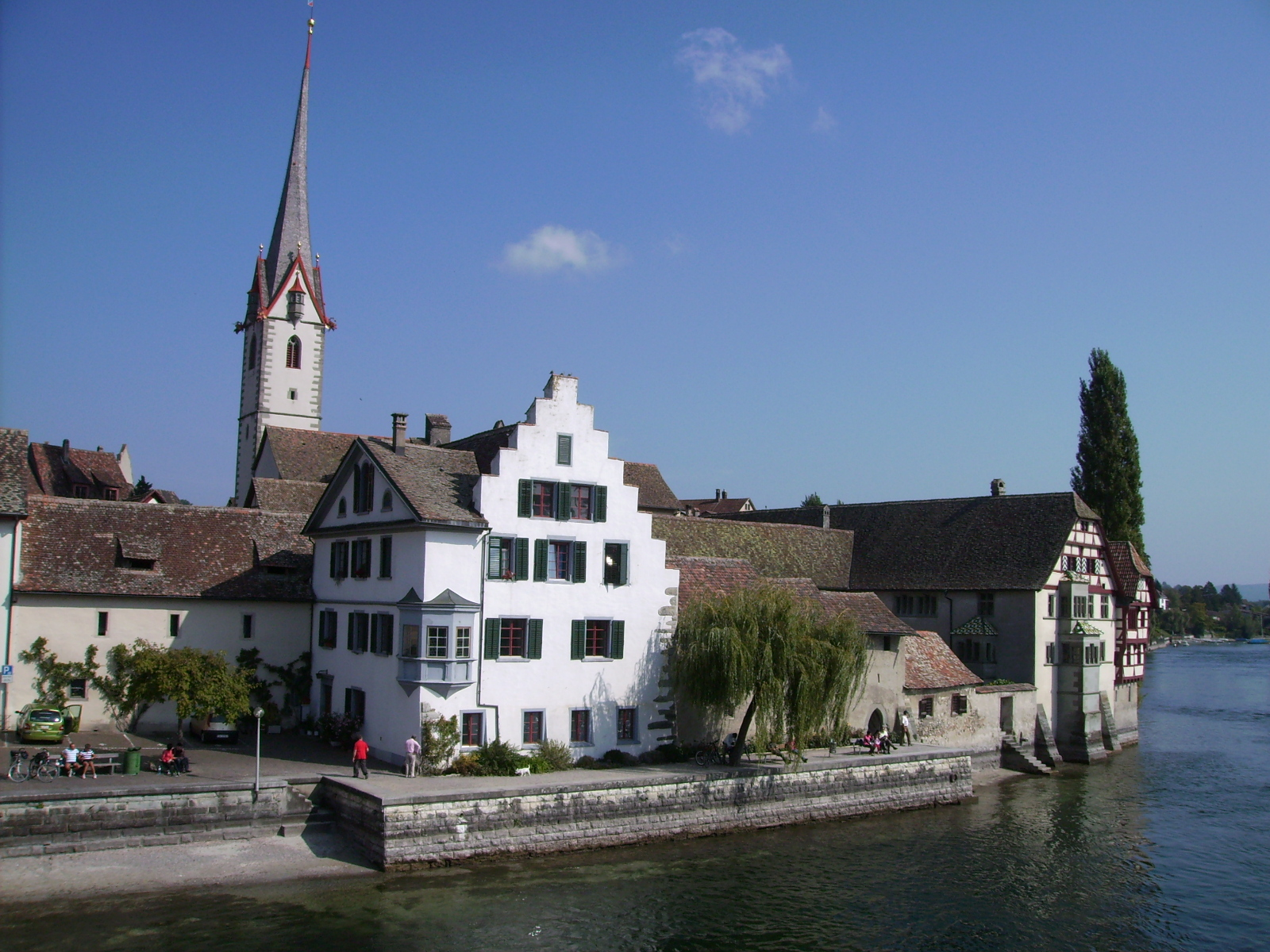
Kloster St. Georgen in Stein am Rhein

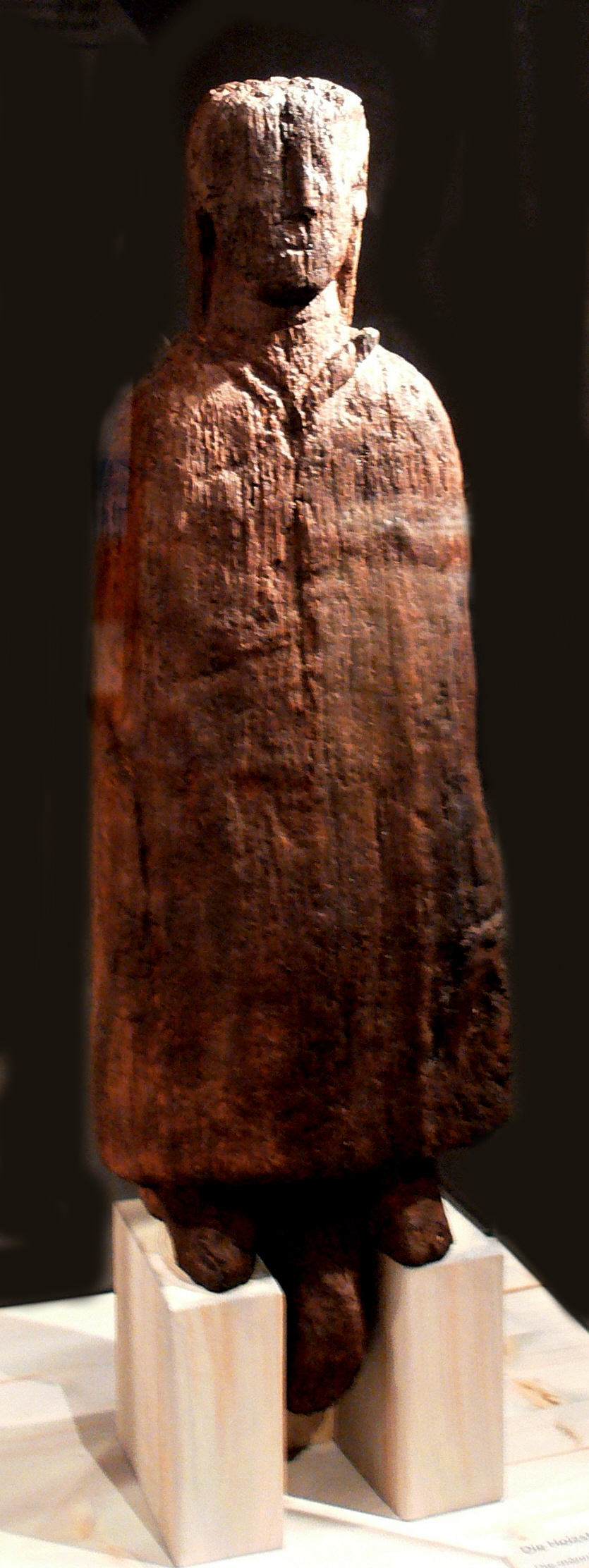
Replik einer spätkeltischen Holzstatue, entdeckt 1977 in einem römischen Abwasserkanal des Kastellvicus, Datierung: ca. 9 v. Chr. ± 10 Jahre (vorarlberg museum, Bregenz)

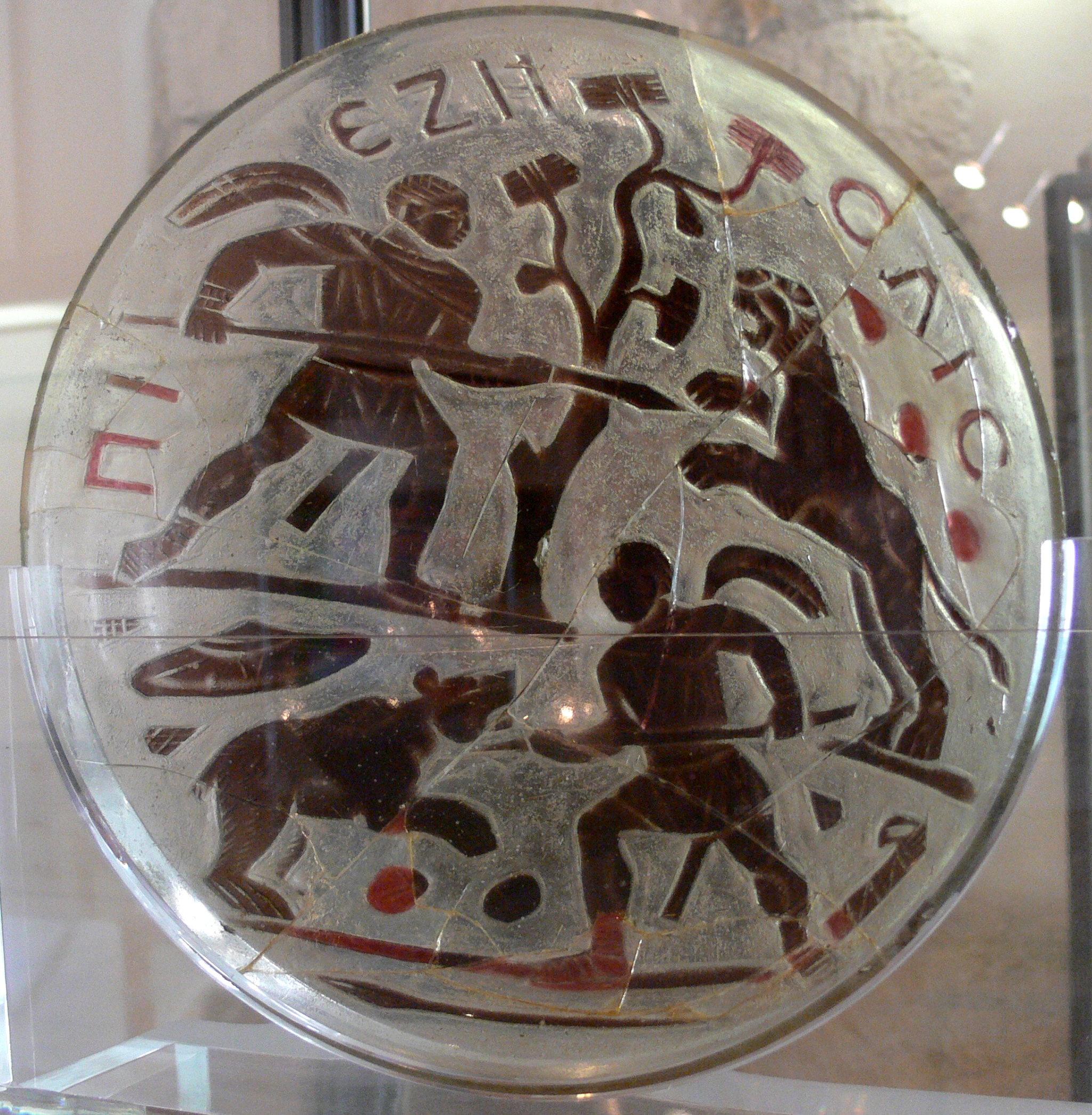
„Jagdschale“ aus dem Gräberfeld „I de Hofwiese“, Grabbeigabe des 4. Jahrhunderts; zweifarbige Glasschale mit Darstellung einer Panther- und Bärenjagd bzw. Tierhetze im Zirkus mit griechischer Inschrift ΠΙΕ ΖΗΣΑΙΣ (“Trinke und lebe”). Museum zu Allerheiligen, Schaffhausen

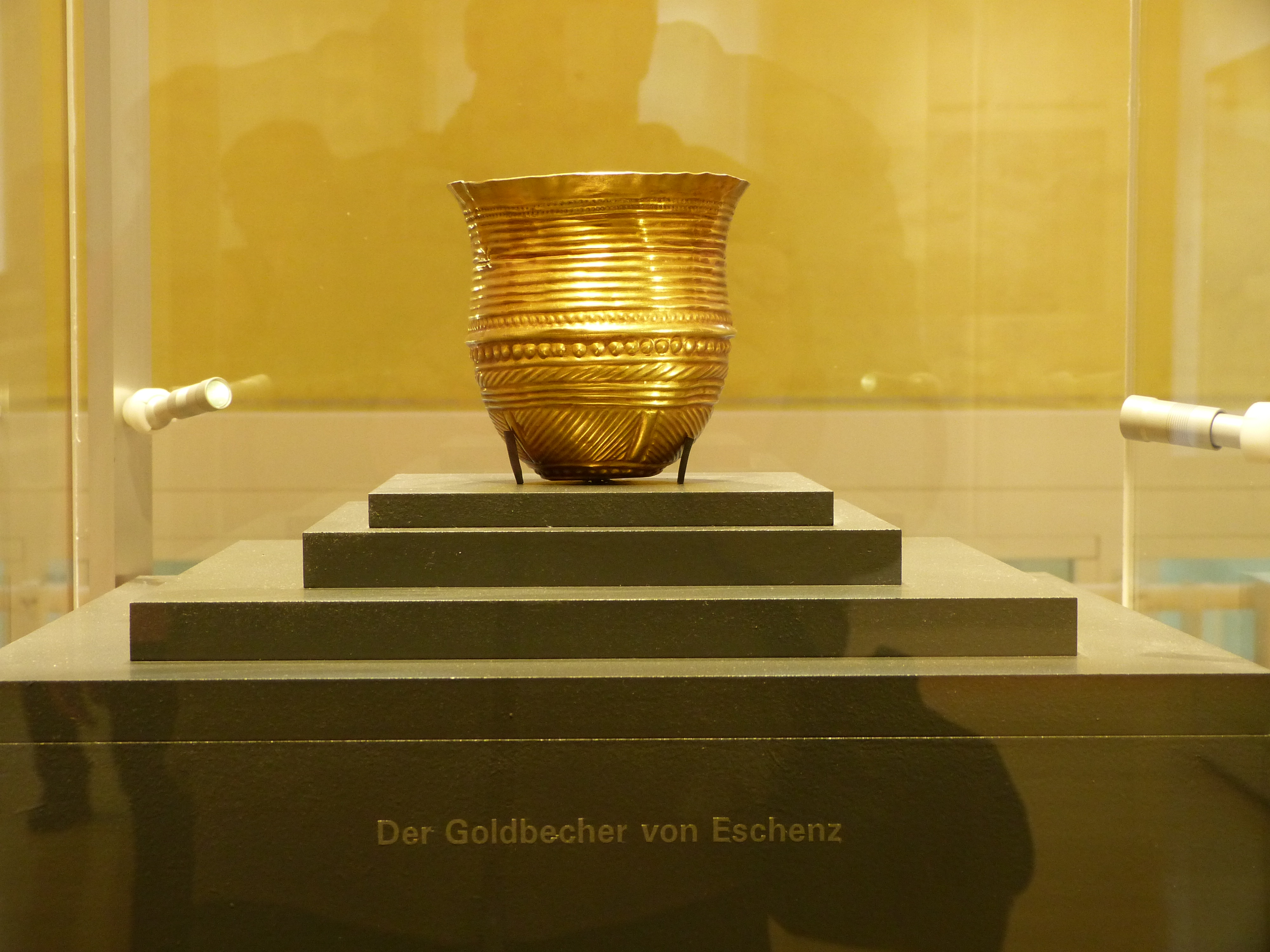
Endneolithischer Goldbecher von Eschenz, Alter: ca. 4400 Jahre

Tasgetium ist der Sammelbegriff für ein spätrömisches Grenzkastell des Donau-Iller-Rhein-Limes, ein Brückenkopfkastell, sowie für eine hochkaiserzeitliche und spätantike Zivilsiedlung. Sie befinden sich auf dem Gemeindegebiet von Eschenz (Stadtteil Vor der Brugg), Bezirk Frauenfeld, Kanton Thurgau und in Stein am Rhein (St. Georgs-Kloster), Kanton Schaffhausen, Schweiz.
Eine gleichnamige Zivilsiedlung bestand bereits seit dem 1. Jahrhundert, sie erstreckte sich entlang einer Römerstrasse 500 Meter östlich des Kastells in Eschenz. Archäologische Funde sowie eine fragmentarisch erhaltene Bauinschrift belegen, dass von den Römern in der beginnenden Spätantike am linken Rheinufer ein Kastell errichtet wurde, dessen Besatzung dort einen wichtigen Flussübergang sicherte. Rechts des Rheins stand zusätzlich ein kleines, befestigtes Brückenkopfkastell. Bei Grabungen wurde auch ein spätrömischer Friedhof entdeckt. Eine gewisse Siedlungskontinuität lässt sich bis ins Mittelalter nachweisen; so wurden mehrere mittelalterliche Gebäude auf den Fundamenten römischer Bauten errichtet. Im Zentrum des Kastellareals steht heute die Johanneskirche. Bedingt durch die reichen Funde rund um das Kastell, später auch am rechtsrheinischen Ufer im Kloster St. Georg, gehören Eschenz und Stein am Rhein zu den archäologisch bedeutendsten antiken Fundorten der Schweiz.

## Name
Tasgetius/Tazgetios war ursprünglich ein Männername, der laut Gaius Iulius Caesar unter anderem beim gallischen Stamm der Karnuten gebräuchlich war. Der antike Ortsname Tasg(a)etium wurde von den Römern nach Ansicht einiger Forscher von der keltischen Vorgängersiedlung übernommen, die vielleicht von einem Mann namens Tasgo gegründet worden sein könnte oder die lokalen Besitztümer des Tasgetios bezeichnete. Die Römer ersetzten nur die keltische Endung durch das lateinische Suffix -ium. Der römische Name des Ortes geriet später wieder in Vergessenheit. Die Bezeichnung „Burg“ für den Kastellhügel ist seit der Zeit Kaiser Ottos I. belegt.

## Lage
Das spätantike Kastell befindet sich am linken Ufer des Rheins auf einer Erhebung (Uf Burg) am Südufer des Ausflusses des Untersees (Bodensee bzw. Orkopf). Der Vicus lag im Umfeld eines kleinen Bachdeltas auf Höhe einer Flussinselgruppe. In römischer Zeit führten hier Holzbrücken über den Rhein, wobei die Ostspitze der Inselgruppe als Aufleger genutzt wurde. Der Gewässerübergang kanalisierte den Verkehr über Land vom südlichen Bodenseegebiet gegen Norden in den Hegau Richtung Limes und umgekehrt. In der Antike befand sich dort die Grenze der römischen Provinz Maxima Sequanorum, die um 297 n. Chr. aus der Germania superior (Obergermanien) hervorging. Der genaue Verlauf der Grenze zur Raetia I ist unbekannt. Tasgetium lag wohl noch auf raetischem Gebiet, im Süden verlief die Grenze zwischen Zürich- und Walensee. Die Linie Basel – St. Margrethen bildete in römischer Zeit zweimal die Reichsgrenze: Im 1. Jahrhundert n. Chr. bis zur Eroberung des Dekumatlandes und ab etwa 260 bis zum Anfang des 5. Jahrhunderts.

## Strassenverbindung
Die Römerstrasse, in der Literatur „rätische Grenzstrasse“ genannt, führte von Tasgetium über Rielasingen, Singen, Friedingen, Steisslingen, Orsingen, Vilsingen, Inzigkofen nach Laiz an eine Furt durch den Danubius (Donau). In Orsingen gab es eine Abzweigung nach Pfullendorf und Burgweiler. In der Gegend des Dürren Ast gibt es eine Abzweigung über Schweingruben und das Ablachtal nach Messkirch, Krauchenwies und Mengen-Ennetach. Es kann auch eine gut ausgebaute Strasse zwischen Vitudurum (Oberwinterthur) und Tasgetium vorausgesetzt werden.

## Forschungsgeschichte
Das Kastell in Eschenz ist schon lange bekannt. Die Funde von Inschriften und die Brückenreste im Seegrund erregten ab dem 16. Jahrhundert das Interesse der Gelehrten. 1548 wurde in der Stumpf-Chronik das „… alte Kastell auf Burg bei Stein …“ erwähnt. Erste archäologische Forschungen setzten 1741 ein, als man beim Bau der Friedhofsmauer im Kastellinnern eine Weihinschrift für den Flussgott Rhenus entdeckte. Im 16. Jahrhundert fand man in der Johanneskirche auch die fragmentarische Bauinschrift des Kastells, die es datiert und die von Theodor Mommsen 1850 interpretiert wurde. Die römischen Brückenreste bei Eschenz wurden im 18. Jahrhundert auf Plänen eingetragen, auch die zahlreichen Münzfunde aus dem Rheinbett nahe den Brücken waren immer wieder eine Erwähnung wert. Im Bereich der Zivilsiedlung setzten Grabungen von Mitarbeitern des Rosgartenmuseums erst im späten 19. Jahrhundert ein. Grosse Aufmerksamkeit erregten 1874/1875 die Ausgrabungen von Bernhard Schenk in den Thermen der Zivilsiedlung auf der Dienerwiese. Die im Gebäudekomplex entdeckte Bauinschrift belegte, dass die Anlage von den besser gestellten vicani mit eigenen Mitteln saniert wurde. Noch bedeutender war die Entdeckung einer Steininschrift mit den Buchstaben „TASG“, die den Forschern den antiken Ortsnamen Tasgetium enthüllte, der nicht, wie irrtümlich angenommen, Gaunodurum lautete.
Von der Mitte des 20. Jahrhunderts an wurden auch die zum Teil noch sichtbaren Kastellmauern und ihre Innenbereiche archäologisch untersucht. Meistens waren es städtebauliche Veränderungen, die die Archäologen für Notgrabungen vor Ort nutzten. Dadurch konnten auch bald die meisten der Kastelle in der Umgebung von Eschenz lokalisiert werden, wie etwa Brigantium (Bregenz) und Arbor Felix (Arbon). In Constantia (Konstanz) gelang dies erst im Jahr 2003. In Tasgetium (Stein am Rhein) und Ad Fines (Pfyn) zeigten dagegen oberirdisch noch sichtbare Mauerreste an, wo die einstigen Kastelle gestanden hatten.
In den Jahren 1931 bis 1935 führte der erste thurgauische Kantonsarchäologe Karl Keller-Tarnuzzer (1891–1973), unterstützt durch Erzbischof Raymund Netzhammer (1862–1945), umfangreiche Grabungen auf der Insel Werd durch, wo zahlreiche Überreste von Pfahlbausiedlungen aus der Jungstein- und Bronzezeit entdeckt wurden. Bei diesen Untersuchungen kamen aber auch römische Funde zu Tage. Die Kunsthistorikerin Hildegard Urner-Astholz (1905–2001), die im Pfarrhof der Johanneskirche uf Burg lebte, begleitete einige Notgrabungen und publizierte 1942 eine Zusammenfassung der Ergebnisse, die für lange Zeit die einzige Beschreibung des römischen Vicus blieb. Ebenso wichtig waren die Feldbeobachtungen von Alfons Diener (1923–2006), der ab 1960 alle Bauvorhaben wie Leitungsgräben, Baugruben und sonstigen Bodeneingriffe überwachte und dabei unzählige Objekte bergen und so vor der Vernichtung oder dem Verschwinden bewahren konnte. Mutwillige Beschädigungen, wie das Ausreissen von römischen Brückenpfählen zu Beginn der 1970er-Jahre, setzten den Fundstellen zu. Erst nachdem Jost Bürgi als Kantonsarchäologe im Jahr 1973 eingesetzt worden war, gelang es, die während der Bauprojekte zum Vorschein gekommenen Funde und Befunde besser zu dokumentieren und allmählich wirksame Präventivmassnahmen für die Erhaltung der antiken Überreste zu erarbeiten. Zwischen 1971 und 1987 unternahm die Kantonsarchäologie Schaffhausen umfangreiche Grabungen im ehemaligen spätrömischen Kastell uf Burg. 1983 wurde der Verein für Dorfgeschichte gegründet, der in der umgebauten Liegenschaft „Blauer Aff“ 1991 ein Museum einrichtete.
Dank der stark grundwasserführenden Bodenschichten förderten die archäologischen Ausgrabungen in Unter-Eschenz in den letzten 100 Jahren sehr gut erhaltene Baustrukturen aus Holz sowie unter dem Luftsauerstoff-Abschluss erhaltenes organisches Fundmaterial (Leder, Holz, Samen und Früchte) ans Tageslicht. Bauteile aus Holz gaben nicht nur Auskunft über die damalige Zimmermannstechnik, sondern auch Holzartenauswahl und Waldwirtschaft. Dank der Dendrochronologie lassen sich die Gebäude oft sogar jahrgenau datieren. Nach 2000 fokussierten sich Grabungsarbeiten auf die Region Eschenz (Unter-Eschenz). Bei den Grabungskampagnen zwischen 2005 und 2006 wurde das Areal bei der 1738 abgebrochenen Vituskirche untersucht. Unter den Gräbern lagen wieder Schichten aus römischer Zeit zum grossen Teil in sehr feuchten Böden. An der Nordmauer des St.-Vitus-Friedhofs hatten sich deshalb auch organische Materialien über die Jahrhunderte, wie zum Beispiel Bauhölzer der Häuser und Bestandteile von Wegen oder Wasserkanälen aus den ersten zwei Jahrhunderten n. Chr., sehr gut erhalten. Durch die Jahresringanalyse war ihre exakte Datierung möglich. Andere Materialien wie Tierknochen und pflanzliche Speiseabfälle liessen Rückschlüsse auf die Ernährungsgewohnheiten der Bewohner zu. Neben unzähligen Keramikscherben konnten Gegenstände des täglichen Gebrauchs aus Leder und sogar Textilien geborgen werden. Diese Feuchtbodenerhaltung macht Eschenz zu einer der wichtigsten Quellen nördlich der Alpen für römische Alltagsgegenstände aus vergänglichen Materialien. 2009 fanden im Gewann Orkopf bei der Badi Eschenz Untersuchungen durch Taucher statt. Um den Grundriss der Vicustherme wieder genau einmessen zu können, aber auch um die bekannten Baustrukturen von Tasgetium zu ergänzen, führte das Thurgauer Amt für Archäologie im Herbst 2010 eine geophysikalische Prospektion auf der Dienerwiese durch.

## Entwicklung

### Vorrömische Zeit
Jungsteinzeitliche Bauten bezeugen eine sehr frühe Besiedlung der Insel Werd und des nahen Seeufers. Von dieser Zeit an war die Gegend kontinuierlich besiedelt. Dementsprechend wurden zahlreiche bemerkenswerte Funde gemacht, teilweise von überregionaler Bedeutung. Darunter befinden sich der berühmte Goldbecher von Eschenz (entstanden 2000 v. Chr.) und eine gallorömische Holzfigur (60–70 n. Chr.).

### Zeitenwende bis 2. Jahrhundert
Kurz vor der Zeitenwende stiessen die Römer mit ihren Truppen bis an den Untersee vor. Im Zuge des Alpenfeldzugs des Augustus um das Jahr 15 v. Chr. wurde auch das von Kelten beherrschte Gebiet um den Lacus Brigantius (Bodensee) unterworfen und später in die neu eingerichtete Provinz Raetia (Rätien) integriert. Die natürliche Gegebenheit einer Flachwasserzone sowie die günstige Lage der Werd-Inseln, eine kleine Inselgruppe am Ausfluss des Rheins aus dem Untersee, veranlasste die Römer dort eine wichtige Nord-Süd-Verbindung über den Rhein zu schlagen. Diese wurde über die grosse Heerstrasse zwischen Ad Fines (Pfyn) und Vitudurum (Oberwinterthur) erschlossen und diente zugleich dem Handelsverkehr. Wie die zahlreichen frühkaiserzeitlichen Funde annehmen lassen, stand in Stein am Rhein vielleicht schon seit augusteischer Zeit ein Kastell. Eine erste hölzerne Jochbrücke wurde dort wohl zwischen 50 und 82 n. Chr. (je nach Jahresringdatierung variiert die Angabe) errichtet. Damit war eine ganzjährig benützbare Nord-Süd-Verbindung etabliert, die dem Handel einen grossen Aufschwung bescherte. Beim südlichen Brückenkopf entstand ein vicus, der wohl eine komplette römische Neugründung war. Schon einige Jahre vor Anbruch des 1. Jahrhunderts n. Chr. – die bislang ältesten aufgefundenen Bauhölzer wurden zwischen 3 und 2 v. Chr. gefällt – hob man dort grossflächig Entwässerungsgräben zur Trockenlegung des Untergrundes aus, und es wurde eine erste Kiesstrasse entlang des Flussufers angelegt. Bis zur Überbauung der rechtwinklig zur Strasse angelegten Parzellen dauerte es etwa eine Generation, danach dürfte das Areal um die Brücke aber weitgehend belegt gewesen sein. Tasgetium war als Brücken- und Hafenort damals wohl die bedeutendste römische Zivilsiedlung im heutigen Thurgau, da es über die einzige Brücke in einem Umkreis von etwa 30 Kilometern verfügte, und entwickelte sich deswegen bald zu einer florierenden Strassensiedlung mit zahlreichen Handwerksbetrieben und eigenem Markt.

### 3. bis 4. Jahrhundert
Als die Grenztruppen aufgrund innerer Konflikte seit dem 3. Jahrhundert nicht mehr für die Sicherheit garantieren konnten, waren die Zivilisten durch wiederholte Einfälle plündernder Germanenstämme gezwungen, ihre Siedlungen zu befestigen. Aber auch weit im Hinterland wie in Pfyn, Oberwinterthur oder Kloten mussten die Provinzbewohner ihre Siedlungen mit Mauern umwehren. Die Wasserlinie von Rhein, Bodensee, Donau und Iller bildete schon immer eine natürliche Grenze. Vom späten 3. Jahrhundert an wurde diese zusätzlich, nach Aufgabe des obergermanisch-rätischen Limes, mit neu errichteten Wachttürmen und Kastellen gesichert (Donau-Iller-Rhein-Limes DIRL). Auch der Bau des spätantiken Kastells bei Stein am Rhein ist in diesem Kontext zu sehen. Die Periode der raschen Herrscherwechsel und ständig aufflammender Bürgerkriege (sog. Reichskrise des 3. Jahrhunderts) wurde unter Kaiser Diokletian vorerst beendet. Dieser bemühte sich danach wieder intensiv um die Sicherung und Verstärkung der Grenzen. Seit 293 führte er das Römische Reich in Doppelherrschaft mit Maximian (Augusti), unterstützt von zwei Unterkaisern (Caesares). Ab der Mitte des 3. Jahrhunderts ging die Siedlungstätigkeit im Vicus stark zurück oder brach wahrscheinlich sogar ganz ab. Dieser markante Rückgang von Aktivitäten ist sehr wahrscheinlich auf die Alamanneneinfälle in die gesamte Bodenseeregion zurückzuführen. Wegen der Bedrohung durch die ständigen Alamannenüberfälle wurde zwischen 293 und 305 n. Chr. auf dem linksrheinischen Burghügel im heutigen Ortsteil „Vor der Brugg“ ein Militärlager errichtet. Dies bezeugt die grossteils erhaltene Bauinschrift. Die Festung war Bestandteil der Grenzlinie entlang des Oberrheins, die im 4. nachchristlichen Jahrhundert zur Kontrolle des Reiseverkehrs und zur Abwehr germanischer Plünderer diente. Für den Bau des Kastells dürfte der damals für Gallien und die Rheingrenze zuständige Caesar Constantius I. verantwortlich gewesen sein. Nach seiner Fertigstellung verschob sich der zivile Siedlungsschwerpunkt etwas weiter nach Westen. Die mittelkaiserzeitliche Siedlung wurde aufgelassen, und im Schutz der Festung entstand ein neuer Vicus. Spätestens seit ihrem Baubeginn war der alte Vicus schon weitgehend verlassen, seine Gebäude nur noch unbenutzbare Ruinen. Dies lassen Schutthorizonte aus eingestürzten Ziegeldächern annehmen. 2016 zwischen Stadt und Kastell ausgegrabene Kalkbrennöfen beweisen weiter, dass für die Kastellmauer vorrangig Steine aus dem Vicus verwendet oder zu Kalk gebrannt bzw. zu Mörtel verarbeitet wurden. Bemerkenswert sind auch Nachweise (unter anderem Münzfunde) einer späteren Nutzung des Ruinengeländes im 4. Jahrhundert durch Altmetallsammler. In einer der Ruinen fand sich in den obersten Fundschichten 9 kg Bleischrott, der in einer grubenförmigen Feuerstelle eingeschmolzen werden sollte. Etwas unterhalb des Kastellhügels wurde auch eine neue Steinbrücke über den Rhein geschlagen. Sie wurde am Nordufer noch zusätzlich durch eine Brückenkopfbefestigung gesichert und verband Tasgetium mit den Kastellen in Constantia (Konstanz), Arbor Felix (Arbon) und Brigantium (Bregenz).

### 5. bis 7. Jahrhundert
Kurz nach 400 wurde die Festung zwar nochmals erneuert und verstärkt, doch vielleicht schon mit dem zeitweiligen Zusammenbruch der Rheingrenze in den Jahren 406/407 könnte das Kastell von seiner Besatzung geräumt worden sein. Denkbar wäre aber auch eine Nutzung bis in die Mitte des 5. Jahrhunderts; das Abreissen der Münzreihe um 400 liesse sich auch dadurch erklären, dass die limitanei im 5. Jahrhundert oft in Naturalien statt mit Geld entlohnt wurden. Wann sich die römische Grenzverteidigung am raetischen Teil des DIRL auflöste, ist bislang nicht genau bekannt. Spätestens im ausgehenden 5. Jahrhundert dürften sich aber auch die letzten regulären Soldaten, die wohl von der weströmischen Regierung in Ravenna keinen Sold mehr erhielten, abgesetzt und das Kastell der nun weitgehend schutzlosen Zivilbevölkerung überlassen haben: Für die Kastelle an der Oberen Donau ist dieser Vorgang ausdrücklich bezeugt. Schon bald danach übernahmen Alamannen die Kontrolle über die Region um Tasgetium und besetzten auch das Kastell. Als Folge davon verstärkte sich der Zuzug von alamannischen Stammesverbänden ins Bodenseegebiet. Einige wenige Grabfunde des 6. Jahrhunderts in Eschenz und Stein am Rhein zeugen von dieser Einwanderungsphase. Bei den Ausgrabungen in der Ruine wurden auch die Reste eines ersten einfachen Kirchenbaus aus der Mitte des 6. Jahrhunderts beobachtet: Innerhalb der Kastellruine wurde vor 600 n. Chr. offensichtlich eine Holzkirche errichtet. Im frühen 7. Jahrhundert entstand ein steinerner Sakralbau als Eigenkirche und monumentaler Grabbau einer alamannischen Adelsfamilie (Ersterwähnung 799), die ihrer Lage wegen „auf Burg“ genannt wurde.

## Kastell
Durch die Inschrift, die unter dem Fussboden der Johanneskirche gefunden wurde, kann die Entstehung des Kastells in die Zeit Kaiser Diokletians und der Tetrarchie (293 bis 305) datiert werden. Zusätzlich konnte sie noch durch eine in einem Holzbau gefundene Münze eingegrenzt werden, die auf einen Baubeginn in den Jahren 300/301 hinweist. Da an zahlreichen Gebäuden im Inneren des Kastells nachträgliche Umbauten erkennbar waren, stammte das Horreum aber wohl nicht aus diokletianischer Zeit. Nach der Münzreihe zu schliessen wurde das Kastell mindestens bis Anfang des 5. Jahrhunderts von regulären römischen Soldaten (limitanei) belegt.
Die Festungsanlage hatte einen rhomboiden, leicht nach Südosten verzogenen Grundriss mit Seitenlängen von etwa 88 × 91 Metern. Der Grundriss der Fortifikation lässt sich anhand der 1900 und 1911 restaurierten Mauerfundamente neben der Johanneskirche noch gut erkennen. Mit einer Fläche von nur 7900 Quadratmetern war sie auch für spätantike Verhältnisse vergleichsweise klein. An den Ecken befand sich je ein polygonaler Turm. Einer dieser Türme war mit einem abgewinkelten Gang als Schlupfpforte ausgestattet. An Ost- und Westseite waren die Tore von je zwei Hufeisentürmen flankiert. An der Südseite standen vier Exemplare, von denen zwei das 3,60 m breite Haupttor (porta praetoria) verstärkten. An der Nordseite konnten keine Türme festgestellt werden. Teile der Süd- und Ostmauer stehen noch aufrecht. Die Überreste der südlichen Aussenmauer bilden heute unter anderem die Begrenzung des Friedhofs und sind noch gut sichtbar und konserviert. Der Nordwall, der an einen steil zum Rhein abfallenden Abhang grenzte, hatte nur eine geringe Mauerstärke (1,80 m) und war damit der schwächste Teil der Befestigung; offenbar erwartete man von dieser Seite keine Angriffe. Die übrigen Sektionen der Kastellmauer waren 2,80 m breit. Das Kastell dürfte an Süd-, Ost- und Westseite zusätzlich durch ein Grabensystem mit vorgelagerter Palisade gesichert gewesen sein, dessen genaue Position aber noch ungeklärt ist. Das Kastell war an drei Seiten, ausser zum Rheinufer hin, durch einen Graben gesichert. In ihm liessen sich an der Westseite eingeschlagene zugespitzte Eichenpfähle als Annäherungshindernisse nachweisen. Das Holz dafür wurde im Winter 401/402 n. Chr. gefällt (gemäss Jahrringdatierung). In dieser Zeit dürfte die Festung also noch bemannt gewesen sein.
Innenbebauung: Der Innenbereich war durch die beiden Lagerhauptstrassen, die via praetoria und die via principalis, in vier Teile gegliedert. Erstere war mit Steinplatten gepflastert. Von den übrigen Bauten im Kastellinneren ist nur wenig bekannt, da sie überwiegend aus vergänglichem Material bestanden. Am Schnittpunkt beider Lagerhauptstrassen befand sich ein quadratischer Bau, möglicherweise die ehemalige principia cum praetorio (Stabsgebäude mit Unterkunft des Lagerkommandanten). Im Westen müssen ausschließlich kleinräumige Holz- und Fachwerkbauten gestanden haben, mit Flechtwerkwänden auf Schwellbalken, Mörtelböden und Herdstellen. Nach einem Brand ersetzte man diese durch einfache Pfostenbauten.
An der Nordostecke kamen bei den Grabungen Mauerreste eines hallenartigen Gebäudes (horreum?) zum Vorschein. Von ihm hatte sich nur ein kleiner Teil einer 0,65 m breiten Längsmauer erhalten. Sie verlief parallel zur Nordmauer des Kastells. Es wäre möglich, dass es sich dabei um die Südmauer des Gebäudes handelte und sie, ähnlich wie im Kleinkastell Schaan, die Kastellmauer den Nordabschluss bildete. Die Distanz von ein wenig mehr als 10 m Breite wäre durchaus denkbar. An der Mauer wurden zwei steinerne Fortsätze beobachtet. Markus Höneisen interpretierte den Mauerzug daher als Nordmauer des Gebäudes, das innen mit Pfeilervorsätzen ausgestattet war. In diesem Fall handelte es sich dabei nicht um Strebepfeiler, sondern um „Träger eines stark belasteten Zwischenbodens“. Diese Annahme wird dadurch unterstützt, dass die Pfeiler nicht in einem Stück mit der Mauer entstanden waren, sondern separat angefügt wurden. Beim westlichen dieser Pfeiler handelte es sich um eine Sandsteinplatte, beim östlichen um einen Kalksteinblock. Laut Höneisen ist die Konstruktion mit den horrea in Trier vergleichbar, in denen auf den Fundamentvorlagen ebenfalls Ständerkonstruktionen für ein Zwischengeschoss angebracht waren. Möglicherweise diente das Gebäude als Waffen- oder Kleidermagazin. Eine Verwendung als Getreidelager erscheint unwahrscheinlich, da es mit einem Schwebeboden ausgestattet sein müsste, von dem aber innerhalb der ergrabenen Fläche keine Spuren beobachtet werden konnten. Um eindeutige Schlüsse ziehen zu können, war von dem Gebäude aber zu wenig erhalten.

## Garnison
Welche Einheiten der römischen Armee im Kastell stationiert waren, ist mangels schriftlicher Quellen unbekannt. Vermutlich handelte es sich um Angehörige der Limitanei/Riparenses (Grenz- oder Uferwächter), die unter dem Kommando eines Dux limites (Dux Raetiae primae et secundae oder Dux provinciae Sequanicae) standen.

## Brückenkopfkastell und Rheinbrücke
Unter dem mittelalterlichen Kloster St. Georgen im rechtsrheinischen Stein am Rhein stiess man 1986 auf mächtige römische Mauerfundamente, die zu einem viereckigen Grundriss von mindestens 38 Meter Seitenlänge (Westmauer) ergänzt werden können. Sie gehörten zum spätantiken Brückenkopfkastell, das gleichzeitig mit dem Kastell Tasgetium zur Sicherung des Rheinübergangs angelegt worden war.
Im 18. Jahrhundert wurde von damals noch sichtbaren Resten einer Holzbrücke berichtet, die von Unter-Eschenz über die Ostspitze der Insel Werd bis auf die gegenüberliegende Rheinseite nach Arach führte. Weitere Funde, besonders eine hohe Anzahl antiker Münzen, liessen schon damals auf das Vorhandensein eines römischen Rheinübergangs schliessen. Die Errichtung der ersten römischen Brücke konnte aufgrund von dendrochronologischen Untersuchungen an vor Ort aufgefundenen Holzpfählen für die Jahre 81/82 nachgewiesen werden. Die Hölzer stammten aber nicht nur von einer, sondern von mehreren aufeinanderfolgenden Brückenkonstruktionen. Sie war also in römischer Zeit mehrfach repariert bzw. erneuert worden. Die oberste der drei Flussinseln diente als Widerlager, und die Brücke verband so über die östliche Spitze der Insel Werd die beiden Rheinufer. An dieser Stelle ist der Fluss zwar etwas breiter, die Strömung ist dort aber weniger stark, was insbesondere für eine Schiffsbrücke von Vorteil ist. Es handelte sich um eine 217 Meter lange Jochbrücke mit einem Jochabstand von 15 und einer Breite von 6,4 Metern. Unter jedem Joch wurden zehn Stützpfähle mit 30 bis 45 Zentimeter Durchmesser in die Flusssohle gerammt. Der daran anschliessende Abschnitt zwischen der Insel Werd und Arach war 220 Meter lang. Da auf einer Länge von 74 Metern keine Pfahlreste gefunden wurden, wird angenommen, dass dort nur eine Schiffsbrücke den Rhein überspannte. Um 250 n. Chr. wurden die Brücken über den Rhein ein letztes Mal erneuert oder zumindest aufwändig saniert. Eine Brückenkopfbefestigung am Nordufer bei Arach sicherte den Übergang. Ende des 3. Jahrhunderts entstand im Schutze des spätantiken Kastells etwas weiter stromaufwärts eine neue, vermutlich gänzlich aus Stein errichtete Brücke. Sie konnte bisher archäologisch noch nicht nachgewiesen werden; die Fundamente des Brückenkopfes legen aber nahe, dass sie etwas weiter östlich der heutigen Rheinbrücke stand.

## Vicus
Besonders die Ausgrabungen seit den 1970er-Jahren lieferten genauere Angaben über die Baustrukturen des vicus Tasgetium und das Alltagsleben seiner Bewohner. Dennoch ist der Verlauf von Strassen und Wegen noch weitgehend unbekannt, und auch sein Zentrum konnte noch nicht entdeckt werden. Er war in Streifenhausparzellen eingeteilt und erstreckte sich von der Rheinbrücke von Osten nach Westen auf rund 600 m Länge bzw. rund 200 m Breite entlang der Uferstrasse. Vermutlich war er von einer germanisch-keltisch-römischen Mischbevölkerung bewohnt. Bislang wurde nur ein Bruchteil der ehemaligen Siedlungsfläche ausgegraben, dank geophysikalischer Messungen sind Ausdehnung und Art der Bebauung aber rudimentär bekannt.

### Gebäude
Beiderseits der Strasse entstanden ab dem 1. Jahrhundert n. Chr. erste Holz- oder Fachwerkgebäude mit Wohn- und Wirtschaftsräumen (Streifenhäuser), die spätestens ab dem 2. Jahrhundert durch Gebäude aus Stein ersetzt wurden. Vollständig ausgegraben wurden erst zwei Gebäude, darunter die schon im 19. Jahrhundert aufgedeckte Therme. Die Gebäude entstanden nach und nach, erst nach ungefähr einer Generation dürfte das ausgewiesene Siedlungsareal um die Brücke weitgehend überbaut gewesen sein. Weitere Häuser wurden an der von der Brücke in Richtung Seerücken wegführenden Strasse errichtet. Insgesamt umfasste die Kleinstadt schliesslich gegen 150 überbaute Parzellen. Am nordwestlichen Siedlungsrand befand sich eine öffentliche Therme. Die Untersuchungen der vergangenen Jahre erbrachten nördlich des Decumanus auch das Vorhandensein einer massiven Mauer, die als Uferstützmauer gedeutet wurde. Der Flusshafen, ein Tempel oder andere öffentliche Gebäude wurden bislang noch nicht entdeckt.
Damit die Mauern und Wände auf dem instabilen Baugrund nicht einsinken konnten, stellte man die Fundamente auf Piloten und errichtete aufwendige Substruktionen. Die frühen Bewohner von Tasgetium lebten noch in anspruchslosen Fachwerkhäusern aus Holz und Lehm. Diese Gebäude waren zur Hauptstrasse hin ausgerichtet. Entlang der Strasse liessen sie einen 1,5 – 4 m breiten Vorplatz bis zur Frontfassade frei, der zumindest teilweise – wie eine Veranda – überdacht war und wohl vorrangig zum Auslegen von feilgebotenen Waren diente. Die Streifenhausparzellen waren meist im strassenseitigen Bereich überbaut, aber es entstanden im Verlauf der Siedlungszeit auch dahinter einzelne, freistehende Gebäude. Wegen des feuchten Baugrunds fanden sich unter diesen standardmässig Holzprügelroste und Isolationsschichten aus Holzabfällen oder Ästen. Die Häuser waren in der Regel mit einfachen Lehmböden ausgestattet. Seltener sind gemörtelte Bodenbeläge, die über Steinsetzungen gegossen wurden. Mehrfach sind auch durch Zwischenwände abgetrennte Räume nachgewiesen. Die Wände fertigte man aus Holzschwellen mit eingenuteten Bohlen oder aus Flechtwerk. Sie wurden anschliessend mit Lehm beworfen und verputzt. Über das Aufgehende oder Dachgeschosse dieser Gebäude ist wenig bekannt. So fehlen Hinweise auf Fenster, Treppenaufgänge, Kamine und ähnliches. Funde von Schindelfragmenten aus Nadelholz bezeugen, dass diese Häuser mehrheitlich mit Holzschindeldächern gedeckt waren. Der Zugang zu den Häusern erfolgte von der Strasse her. Haustüren haben sich in Eschenz nicht erhalten, dafür aber mehrere ihrer Schlösser. Das ausgeklügelte Schliesssystem mit eisernen Stiften wurde mit Hilfe eines Steckschlüssels gesperrt, so dass der Riegel horizontal verschoben und die Türe wieder geöffnet werden konnte. Schmiedeessen, teilweise mit halbierten Weinfässern ausgekleidete Werkgruben oder auch grosse Vorratsgruben lassen vermuten, dass gegen die Strasse zu Werkstätten und Warenlager eingerichtet waren. Für Herdstellen legte man oft in der Raummitte ebenerdig Lehmplatten auf einer Schicht aus Kieselsteinen oder auf Ziegelplatten aus. Dank der hervorragenden Umweltbedingungen haben sich in Tasgetium sogar Fragmente des römerzeitlichen Mobiliars erhalten. So fand man unter anderem einen dreibeinigen Hocker sowie geschnitzte Bestandteile von Tischen, wie sie beispielsweise auch aus Pompeji und Herculaneum bekannt sind. Diese Fachwerkhäuser hatten aufgrund des feuchten Untergrunds ungefähr eine Lebensdauer von einer Generation. Sie fielen aber auch mehrfach Bränden zum Opfer und mussten in regelmässigen Intervallen erneuert werden. Ab der Mitte des 2. Jahrhunderts erbaute man mehrere Häuser mit einem gemauerten Sockelfundament und Steinmauern. Diese Gebäude konnten dann auch das enorme Gewicht eines Ziegeldachs tragen und hatten eine viel längere Lebensdauer.

### Wasserversorgung, Kanalisation
Dazwischen lag ein dichtes System von Wasserleitungen und Abwasserkanälen. Die sich auf sumpfigem Gelände befindlichen Bauparzellen mussten mit einem aufwendigen Holzkanalsystem entwässert werden. Mit diesen Drainagen wurden auch gleichzeitig die Fäkalien aus den Latrinen entsorgt. Frischwasser wurde über Leitungen aus Holzröhren zugeführt und in sorgfältig mit Holz verschalte Brunnenschächte geleitet. Im hinteren Bereich mancher Häuserparzellen stiessen die Ausgräber auf ein wohldurchdachtes System von Frischwasserleitungen aus ausgehöhlten Baumstämmen (Deichel), Wasserbecken und Entwässerungskanälen. Auch eine gewerbliche Nutzung ist dafür nicht auszuschliessen. Bei einem fast 3 × 3 m grossen Brunnenbecken aus Holz ist angesichts der Grösse sowie sorgfältigen Bauweise eine Verwendung als für jedermann zugänglichen Brunnen anzunehmen. Für das Brunnenbecken sägte man mehrere der Bretter aus einer ca. 240 Jahre alten Eiche heraus, die um 182 n. Chr. gefällt wurde. Die Wände verband man mit Nut und Feder aus Weisstannenholz. Die am Boden in eine Nute eingelassenen und vernagelten Wände waren mit Falzen untereinander verbunden, die Ecken waren zusätzlich noch mit Eisenbeschlägen verstärkt worden. Die Frischwasserzufuhr erfolgte über einen Brunnenstock, als Ablauf diente ein Loch am Beckenboden. Eine Latrine mit Sitzkasten und Wasserspülung kam 1991 beim Umbau der Liegenschaft Rebmann zum Vorschein. Über dem rechteckigen Kasten aus Eichenbohlen lag ursprünglich ein Sitzbrett mit ausgeschnittenem Loch. Die Anlage konnte dendrochronologisch in die Zeit um 77 n. Chr. datiert werden.

### Therme
Die Hauptstrasse führte direkt zur Rheinbrücke, an der die öffentlichen Bauten, wie eine Therme und eine Latrine aus Eichenholz, standen. Die mehrphasige, etwa 21 × 13 Meter grosse Badeanlage aus gemörtelten Bruchsteinen besass drei Räume mit Fussbodenheizung (Hypokaust) und bemalte Wände. Eine Inschrift berichtet, dass sie von Caratus, Flavius Adjectus, Aurelius Celsus und Ciltus wieder instand gesetzt wurde (balneum vetustat[e]).

### Handwerkerviertel
Die feuergefährlichen oder mit einer starken Geruchsbelästigung verbundenen Gewerbebetriebe waren am westlichen Rand der Siedlung konzentriert. Hier befanden sich unter anderem Töpfereien und metallverarbeitende Werkstätten.

### Decumanus
An der Ausfallstrasse nach Süden lag ein Gräberfeld. Auf dem Areal der ehemaligen Vituskirche und ihrem Friedhof wurde ein Abschnitt der in west-östlicher Richtung verlaufenden Hauptstrasse des Vicus entdeckt. Sie verlief am Rheinufer entlang und bestand aus einem Prügelrost mit einer fünf Meter breiten Kiesauflage. Beidseitige Strassengräben sorgten für eine rasche Entwässerung der Fahrbahn. Die Strasse wurde von einem Laubengang (porticus) begleitet, dessen Gehweg mit feinem Sand bestreut war. Sie wurde wohl bereits im ausgehenden 1. Jahrhundert v. Chr. angelegt. Ihr Trasse könnte aber bereits in vorrömischer Zeit genutzt worden sein. Die Strasse wurde mit Sicherheit bis zur Auflassung der Siedlung im 3. Jahrhundert verwendet. Die Wagenräder verursachten im kiesigen Belag tiefe Rillen, sodass der Kiesbelag in regelmässigen Abständen erneuert werden musste. Dadurch entstand im Laufe der Zeit eine mächtige Schichtfolge, von der ein Ausschnitt im Museum für Archäologie in Frauenfeld ausgestellt ist.

## Wirtschaft
Der Vicus war vom 1. bis zum 3. Jahrhundert ein regional bedeutender Wirtschaftsstandort. Handel und Gewerbe profitierten vom Anschluss an ein gut ausgebautes Strassennetz und von der Rheinbrücke. Gleichzeitig lag Tasgetium direkt an einer wohl schon damals intensiv genutzten Wasserstrasse. Zudem fanden sich im Rhein und Bodensee reiche Fischgründe, die dicht bewaldeten Hänge des Seerückens boten genügend Bau- und Brennholz, und die fruchtbaren, flachgeneigten Hangterrassen waren gut geeignet für Landwirtschaft. Offenbar wurde für die verkehrsgeografisch optimale Lage ein schwieriger Baugrund auf einem Schwemmdelta im Uferbereich gern in Kauf genommen. Handwerklich hochwertige Güter wie farbige Glasschalen, Terra-Sigillata-Geschirr, aber auch Lebensmittel wie Wein, Olivenöl, Granatäpfel und sogar frische Austern wurden daher aus allen Provinzen des Römischen Reichs importiert und auf den Märkten Tasgetiums zum Kauf angeboten. Gewichte von Waagen, Preisschilder und zahlreiche Münzen belegen, dass der Handel blühte.
Die meisten Hinterhöfe der Wohnhäuser wurden für gewerbliche Einrichtungen und als Produktionsstätten genutzt, wovon ein kleiner Töpferofen, besonders aber zahlreiche gewerbliche Abfälle sowie Geräte zeugen. Durch Schlacken und Hammerschlag aus Eisen lassen sich so Schmieden nachweisen, durch Gusstropfen aus Bronze und Blei Metallgiessereien, durch Hornzapfen und Lederabfälle Gerbereien oder Schusterwerkstätten. Dank der guten Erhaltungsbedingungen sind weiters holzverarbeitende Gewerbebetriebe fassbar, einerseits durch charakteristische Werkzeuge wie Stechbeitel, Bohrer oder Beilklingen, andererseits durch Halbfabrikate und Abfälle. Die vielen Reststücke wie abgedrehte Zapfen und halbfertige Produkte zeigen eine systematische Holzwahl für die jeweiligen Objekte. Zum Drechseln wurden beispielsweise Buchsbaum, Esche, Ahorn, Nussbaum und Kernobstholz bevorzugt. Schreibtafeln fertigte man bevorzugt aus Weisstanne und Fichte. Erhaltene Wurzelstöcke von Kernobst, Schlehdorn, Holunder, Buche oder Weide lassen annehmen, dass in den Hinterhöfen auch Nutzgärten angelegt wurden und dass sich die Bevölkerung zumindest teilweise selbst versorgte.
An Handwerksbetrieben waren vor allem die Töpfereien im Südosten und Südwesten der Siedlung von grosser Bedeutung. Die bei ihrer Aufdeckung teilweise noch sehr gut erhaltenen Brennöfen bestanden aus einer Feuer- und einer Brennkammer, das Brenngut wurde auf einer sog. Lochtenne gestapelt. Dank der Unmengen an aufgefundenen Keramikscherben weiss man ziemlich genau, was damals dort produziert wurde: einfache Schüsseln, Krüge und Becher. Verziertes Auftragsgeschirr oder Glasgefässe wurden wie viele andere Produkte auch aus anderen Regionen des römischen Reichs in die Region importiert. Anhand der Töpferstempel sind auch die Namen einiger Keramikproduzenten bekannt geworden: Germanus, Attilius und Raeticus.
Ausgemusterte Stücke und Fertigprodukte aus Leder und Holz zeugen von der Anwesenheit eines Schusters und eines Drechslers. Auch zahlreiche Knochen- und Geweihreste lieferten detailreiche Erkenntnisse über das Handwerk in Tasgetium. Hornzapfenkonzentrationen weisen auf Gerbereien hin, Geräte aus Knochen, Geweih und typische Abfallstücke auf einen Beinschnitzer. Schlacken und Eisenobjekte lassen auf eine Schmiede schliessen. Amphorenbruchstücke und hölzerne Weinfässer belegen auch den Import von Wein nach Tasgetium. Auf den geborgenen Weisstannenbrettern der Fassfronten hatten sich zahlreiche Graffiti und Brandstempel der Weinproduzenten erhalten. Auf ihnen waren unter anderem die Namen Gaius Antonius Spendius und Lucius Cassius Iucundus lesbar, die möglicherweise in Gallien, Italien oder in der näheren Umgebung Tasgetiums ihre Weingüter hatten.
Da die militärisch überwachte Reichsgrenze zwischen dem späteren 1. und dem späteren 3. Jahrhundert weit nördlich des Rheins verlief, musste man lange Zeit keine Plünderer fürchten und verfügte zudem mit dem Dekumatland über ein kaufkräftiges Hinterland. Als der Rhein nach 260 wieder zur römischen Grenze wurde und die Gefahr durch barbarische Plünderer wuchs, verschlechterten sich auch in Tasgetium die ökonomischen Bedingungen. Die archäologischen Funde belegen aber, dass sich im Schutz des Kastells im 4. Jahrhundert durchaus ein bescheidener Wohlstand halten konnte, vielleicht auch durch Handel mit den Alamannen auf dem anderen Ufer.

## Gräberfeld
Die Bestattungsplätze von Tasgetium lagen entlang von Wegverbindungen nach Pfyn und Oberwinterthur, einer wurde im Zentrum von Eschenz aufgedeckt. Rund 250 Meter südwestlich des Kastells wurde 1974 ein Gräberfeld entdeckt. Von den bisher 47 freigelegten Bestattungen sind die älteren nach Nord-Süd, die jüngeren, vermutlich christlichen Bestattungen, nach West-Ost ausgerichtet. Einfache Erdbestattungen dominierten; in zwei Fällen lagen ummauerte Plattengräber vor; daraus geborgene Eisennägel lassen auf einen Sarg schliessen. Beigaben waren oft Gefässe der verschiedensten Art. Den Angehörigen der lokalen Oberschicht legte man kostbare Lavez- und Glasgefässe mit ins Grab, wie etwa die so genannte Jagdschale und eine Henkelkanne mit Innenkännchen. Vereinzelt wurden auch Tracht- und Schmuckteile wie Haarnadeln, Armringe, Spiegel, Kämme, Fibeln, Perlenketten und Gürtelschnallen gefunden. Ob auf dem Gräberfeld auch die Soldaten aus dem Kastell bestattet wurden, ist unklar. 1913 wurden im Bereich der heutigen Johanneskirche fünf römerzeitliche Körper- und drei Brandbestattungen entdeckt.

## Denkmalschutz und Fundverbleib
Das Kastellareal ist als eine geschichtliche Stätte im Sinne des Schweizer Bundesgesetzes über den Natur- und Heimatschutz vom 1. Juli 1966 unter Bundesschutz gestellt. Nicht genehmigte Nachforschungen und gezieltes Sammeln von Funden stellen eine strafbare Handlung dar und werden nach Artikel 24 mit einer Freiheitsstrafe bis zu einem Jahr oder einer Geldstrafe geahndet.

## Hinweise
Eine Auswahl von Fundobjekten sind im Museum „Blauer Aff“, im Museum zu Allerheiligen in Schaffhausen sowie im Museum für Archäologie des Kantons Thurgau in Frauenfeld zu sehen. Die einzelnen Fundstellen sind mit einem archäologischen Lehrpfad verbunden und beschrieben. Tasgetium ist touristisch durch die Römerstrasse Neckar–Alb–Aare und den Bodensee-Radweg erschlossen.